# البروفيسور تشالنجر
البروفيسور تشالنجر (بالإنجليزية: Professor Challenger)‏ شخصية خيالية لباحث ومستكشف بريطاني ابتكرها الكاتب والطبيب الإسكتلندي السير آرثر كونان دويل، ومثل شيرلوك هولمز استلهم كونان دويل شخصية تشالنجر من أشخاص حقيقيين، أحدهم كان بروفيسور في علم وظائف الأعضاء يدعى ويليام روثرفورد، وكان يحاضر في جامعة أدنبره حيث درس كونان دويل الطب هناك. والآخر كان عالم الآثار والمستكشف بيرسي فاوسيت.